# Джаґджит Сінґг (хокеїст на траві)
Джаґджит Сінґг (1 січня 1944 — 16 листопада 2010) — індійський хокеїст на траві.
Олімпійський чемпіон 1964 року, бронзовий призер 1968 року.
Переможець Азійських ігор 1966 року.